# Bomolocha vitula
Bomolocha vitula är en fjärilsart som beskrevs av Druce 1901. Bomolocha vitula ingår i släktet Bomolocha och familjen nattflyn. Inga underarter finns listade i Catalogue of Life.